# Mundingen (Emmendingen)

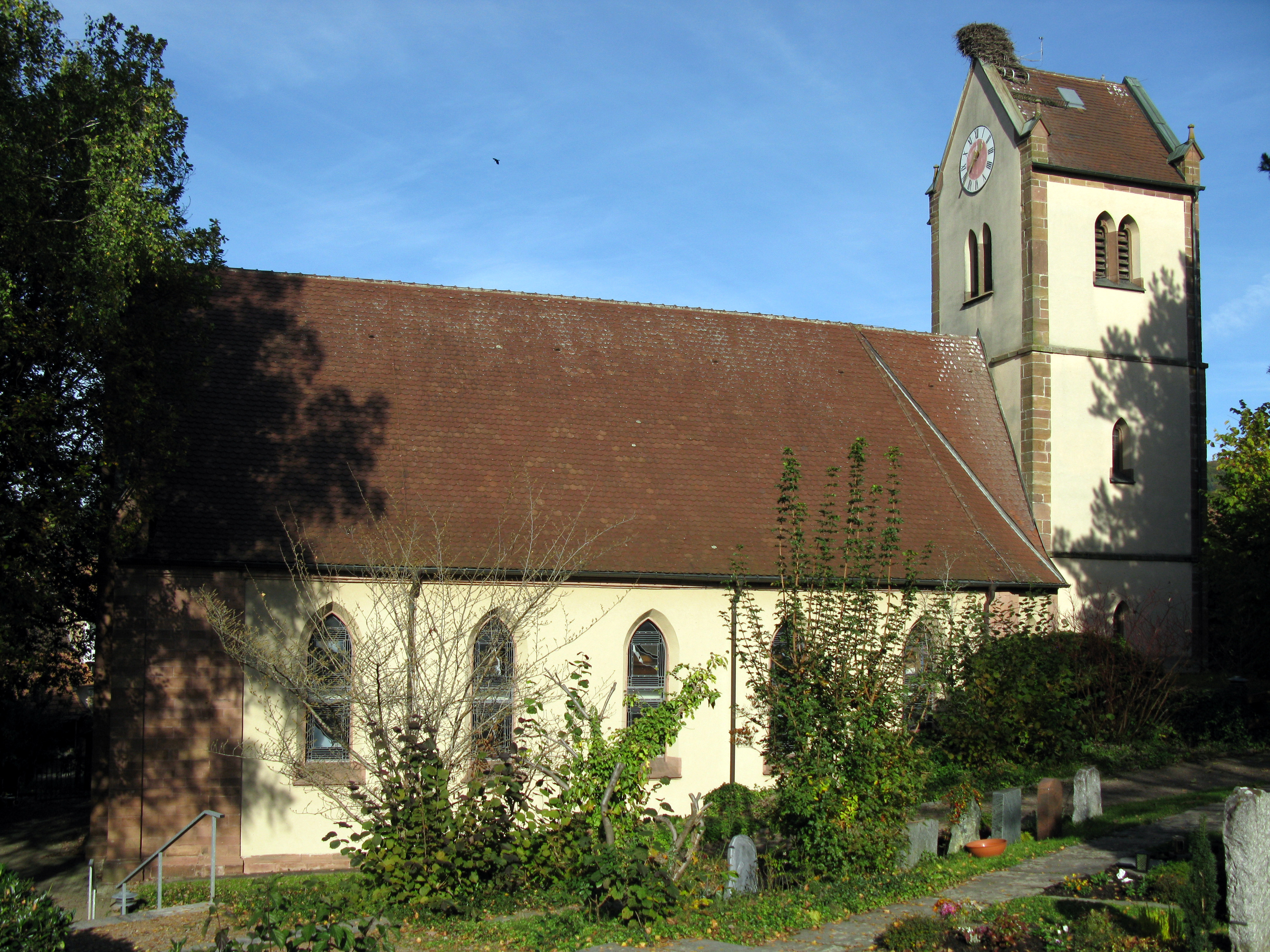
St. Barbara

Mundingen ist ein Stadtteil mit Ortschaftsverwaltung der Stadt Emmendingen im gleichnamigen Landkreis in Deutschland, Bundesland Baden-Württemberg.

## Geographie
Mundingen liegt nordwestlich der Stadt Emmendingen. Mit knapp 2000 Einwohnern ist Mundingen der größte eingemeindete Stadtteil Emmendingens mit der größten Fläche (aller eingemeindeten Orte) außerhalb der Kernstadt. Im Nordosten der Mundinger Gemarkung besitzt Mundingen außerdem eine kleine Exklave im Wald, und im Nordwesten gehören auch einige Häuser von Landeck zu Mundingen.
Im Westen der Gemarkungsfläche fließt die Elz und verlaufen sowohl die Rheintalbahn als auch die B 3.

## Geschichte
Mundingen wurde das erste Mal 1139 urkundlich erwähnt. Aus diesem Jahre gibt es eine Übertragungsurkunde an das Kloster St. Peter in Schwarzwald, in der ein gewisser Rodolf de Mundingen einer der vielen anwesenden Zeugen war. Der Weinanbau wurde in einer Königsurkunde vom 28. Mai 1207 erstmals erwähnt, dort bestätigt König Philipp von Schwaben den Verkauf des Mönchhofs. Somit hat der Weinbau in Mundingen also schon über 800 Jahre Tradition.
Die ersten Funde menschlicher Siedlungen sind allerdings schon viel älter: 1979 fand man Tonscherben und eine Pfeilspitze die ca. 4000 Jahre alt sind. 
Bei Straßenbauarbeiten wurde dann ein Friedhof gefunden mit ca. 150 Gräbern, deren Alter auf 1300 Jahre datiert wurde.
Am 1. Januar 1974 wurde Mundingen in die Kreisstadt Emmendingen eingegliedert.

## Religion
Mundingen wurde als markgräflich-badischer Ort in der Reformationszeit evangelisch.

## Verkehr
Mit der Nachbargemeinde Teningen hat Mundingen einen gemeinsamen Bahnhof an der Rheintalbahn. In der Höhe des Bahnhofes direkt bei der Einmündung der Mundinger Dorfstraße in die B 3 wurde ca. 2006 eine neue Fußgängerbrücke über die Elz nach Teningen gebaut.
Ab dem Jahr 2026 wird Emmendingen mit neun Stationen am Fahrradverleihsystem Frelo teilnehmen, davon eine in Mundingen und eine am Bahnhaltepunkt Teningen-Mundingen.

## Vereine
- Der älteste Mundinger Verein ist der Gesangverein (früher: Männergesangverein), der im Jahre 1848 gegründet wurde.
- Im Jahr 1905 ist der Musikverein gegründet worden. Im Jahre 2010 besteht das Hauptorchester aus 60 Musikern.
- Die Freiwillige Feuerwehr, die im Jahre 2014 mit 34 Aktiven, nach der Abteilung Emmendingen, die größte Abteilung der Gesamtwehr Emmendingen ist (gegründet 1938), sorgt für den Brandschutz und die allgemeine Hilfe. Fahrzeugtechnisch ist die Feuerwehr mit je einem LF-KatS, LF 16 und MTF ausgestattet. 2013 arbeitete die Feuerwehr Mundingen 22 Einsätze ab.
- Der Kleintierzuchtverein, gegründet 1941.
- Der Sportverein (gegründet 1950) hat zwei Rasenplätze (Fußball) und im Jahre 2010 ca. 970 Mitglieder.
- Der Tennisclub (gegründet 1979) hat im Jahr 2010 110 aktive und 92 passive Mitglieder.
- Der Landfrauenverein Mundingen (gegründet 1988).
- Die Narrenzunft Nachschattenhexen Mundingen, Verein zur Erhaltung und Pflege des fastnächtlichen Brauchtums (gegründet 1989).
- Der Volleyballverein, 1989 gegründet.
- Die 1992 gegründete Narrenzunft Mundinger Krütsköpf, Verein zur Erhaltung und Pflege des fastnächtlichen Brauchtums. Ca. 80 aktive Hästräger (Stand 2010). Namensgebung aufgrund des Beinamens des Ortes Mundingen, der von den Nachbargemeinden an den Ort bzw. dessen Bewohner im 18. und 19. Jahrhundert durch den Krautanbau (Krütskopf) entstanden ist. Außerdem ist die Narrenzunft Mitglied bei der Europäischen Narrenvereinigung Baden-Württemberg e.V. (ENV BW).

Die Mundinger Vereine schlossen sich 2010 zu einer GbR zusammen und betreiben gemeinsam eine Solaranlage mit 23 kWp auf dem Dach des alten Drescheschopfes.